# Marek Woźniak (historyk)
Marek Woźniak – polski historyk, dr hab. nauk humanistycznych, adiunkt Instytutu Historii i prodziekan Wydziału Humanistycznego Uniwersytetu Marii Curie-Skłodowskiej.

## Życiorys
24 października 2001 obronił pracę doktorską Mit historyczny i jego żywotność kulturowa na przykładzie historiografii Rewolucji Październikowej, 17 listopada 2010 habilitował się na podstawie oceny dorobku naukowego i pracy zatytułowanej Przeszłość jako przedmiot konstrukcji. O roli wyobraźni w badaniach historycznych.
Objął funkcję adiunkta w Instytucie Historii, oraz prodziekana na Wydziale Humanistycznym Uniwersytetu Marii Curie-Skłodowskiej.

## Publikacje
- Metafora jako narzędzie badań historycznych[1]
- 2010: Świat z Historią[1]
- 2010: Przeszłość jako przedmiot konstrukcji. O roli wyobraźni w badaniach historycznych[1]
- 2012: Niezrealizowane drogi historii[1]